# Вьё-Тан
Вьё-Тан (фр. Vieux-Thann) — коммуна на северо-востоке Франции в регионе Гранд-Эст (бывший Эльзас — Шампань — Арденны — Лотарингия), департамент Верхний Рейн, округ Тан — Гебвиллер, кантон Серне. До марта 2015 коммуна административно входила в состав упразднённого кантона Тан (округ Тан).
Площадь коммуны — 5,11 км², население — 2873 человека (2006) с тенденцией к стабилизации: 2895 человек (2012), плотность населения — 566,5 чел/км².

## Население
Численность населения коммуны в 2011 году составляла 2900 человек, а в 2012 году — 2895 человек.
| 1962 | 1968 | 1975 | 1982 | 1990 | 1999 | 2006 | 2008 | 2011 | 2012 |
| ---- | ---- | ---- | ---- | ---- | ---- | ---- | ---- | ---- | ---- |
| 2939 | 3083 | 2889 | 2770 | 2864 | 2979 | 2873 | 2858 | 2900 | 2895 |

Динамика населения:

## Экономика
В 2010 году из 1844 человек трудоспособного возраста (от 15 до 64 лет) 1334 были экономически активными, 510 — неактивными (показатель активности 72,3 %, в 1999 году — 69,4 %). Из 1334 активных трудоспособных жителей работали 1136 человек (619 мужчин и 517 женщин), 198 числились безработными (102 мужчины и 96 женщин). Среди 510 трудоспособных неактивных граждан 150 были учениками либо студентами, 164 — пенсионерами, а ещё 196 — были неактивны в силу других причин.
На протяжении 2011 года в коммуне числилось 1219 облагаемых налогом домохозяйств, в которых проживало 2864,5 человека. При этом медиана доходов составила 19005 евро на одного налогоплательщика.

## Достопримечательности (фотогалерея)

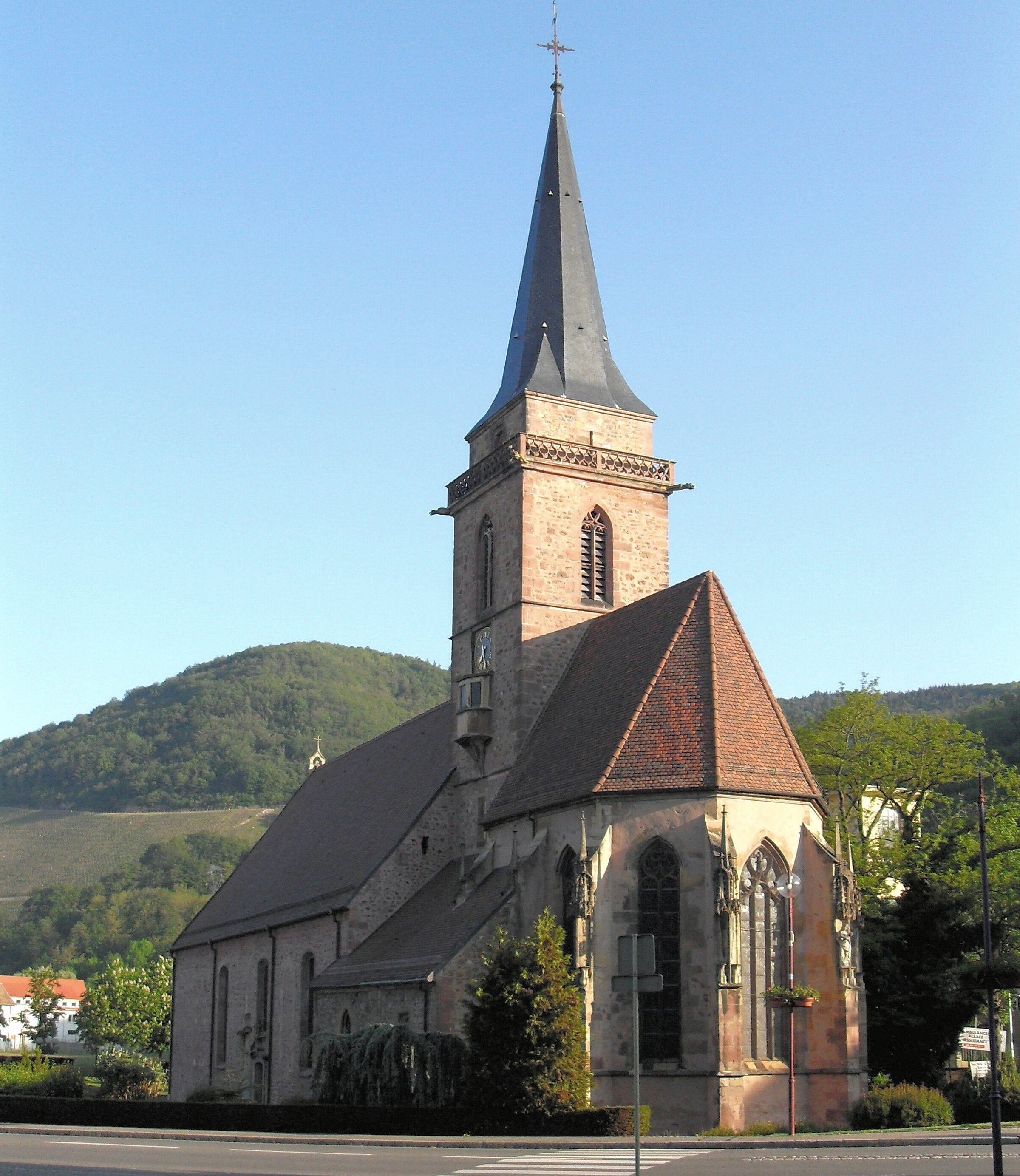
Церковь